# أليكساندرو جريجوراش
أليكساندرو جريجوراش (بالرومانية: Alexandru Grigoraș)‏ هو لاعب كرة قدم روماني في مركز الهجوم، ولد في 5 يوليو 1989 في رومانيا. لعب مع سي إس باندوري تارغو جيو ونادي براشوف ونادي فارول كونستانتسا.

## وصلات خارجية
- أليكساندرو جريجوراش على موقع قاعدة بيانات كرة القدم.إي يو (الإنجليزية)
- أليكساندرو جريجوراش على موقع Soccerway.com (الإنجليزية)
- أليكساندرو جريجوراش على موقع عالم كرة القدم.نت (الإنجليزية)